# Sigvard Månsson
Erik Olof Sigvard Månsson, född 16 februari 1919 i Löderups församling i Malmöhus län, död 20 februari 1982 i Farsta församling i Stockholms län, var en svensk militär.

## Biografi
Månsson avlade officersexamen vid Kungliga Krigsskolan 1942 och utnämndes samma år till fänrik och 1944 till löjtnant i ingenjörtrupperna. Han befordrades till kapten vid Göta ingenjörkår 1950 och till major vid Svea ingenjörregemente 1960. Månsson tjänstgjorde 1960–1963 vid Infanteriets skjutskola (som från och med den 1 oktober 1961 hette Infanteriets stridsskola) och var samtidigt chef för Arméns skyddsskola. Han tjänstgjorde i Forskningsavdelningen vid Försvarsstaben 1963–1966 och befordrades till överstelöjtnant 1964. År 1966 befordrades han till överste och 1966–1968 var han tillförordnad chef för Göta ingenjörregemente, varefter han 1968–1969 var ordinarie chef. Han befordrades 1969 till överste av första graden och var chef för Sektion 1 vid Försvarsstaben 1969–1974 och chef för Sektion 3 där 1974–1979. År 1979 inträdde han i reserven, men tjänstgjorde likväl vid Arméstaben från 1979. Månsson är begravd på Löderups gamla kyrkogård.

## Utmärkelser
- Riddare av första klass av Svärdsorden, 1961.[8]
- Kommendör av Svärdsorden, 17 november 1969.[9]
- Kommendör av första klass av Svärdsorden, 11 november 1972.[10]